# رفعت سيد أحمد
رفعت سيد أحمد كاتب وباحث عربي مصري والمدير العام والمؤسس لمركز يافا للدراسات والأبحاث بالقاهرة (مركز أبحاث خاص).

## المؤهلات العلمية
- حاصل على بكالوريوس العلوم السياسية من جامعة القاهرة دفعة 1979.
- ماجستير في العلوم السياسية - جامعة القاهرة (1984) حول موضوع (الدين والدولة في مصر 1952 – 1970)
- دكتوراه في فلسفة العلوم السياسية من جامعة القاهرة (1988) حول موضوع (الأحياء الإسلامي في السبعينات دراسة حالة مقارنة لمصر وإيران).

## الخبرات المهنية
يعمل في المجال الصحفي والإعلامي منذ عام 1979 وهو عضو نقابة الصحفيين المصريين. له عدة مقالات أسبوعية دورية في 5 صحف مصرية وعربية.

## أعماله
نشر دراسات ومقالات وتحقيقات صحفية عديدة خلال الخمسة والعشرين عاماً الماضية في الصحف التالية:
- في مصر: المصري اليوم ـ جريدة الأهرام – أخبار اليوم – السياسة الدولية - الموقف العربي - الشعب - الأحرار - الاهالى - الاسبوع - العربي – القاهرة - الدستور - الوفد - الحقيقة – و (غيرها) وله مقال أسبوعى ثابت في عدد منها.
- خارج مصر: العرب اللندنية (مقال أسبوعي ثابت) - جريدة الحياة (لندن) - جريدة السفير (لبنان) - العصر (بالمغرب) - اللواء (لبنان) – الثورة (سوريا- مقال أسبوعى ثابت) وغيرها.

أسس مركزاً اعلامياً متخصصاً يعمل في مجال دراسة القضايا والثقافة العربية والإسلامية وقضايا الصراع والعلاقات السياسية الدولية واسم المركز هو مركز يافا للدراسات والأبحاث بالقاهرة.
صدر للكاتب 30 مؤلفاً فكرياً وسياسياً في مجال الإعلام العربي وقضايا الأمة العربية والإسلامية وبعضها يمثل مراجع علمية للباحثين في العلوم السياسية [ مثل:
- النبي المسلح جزءان وثائق الحركات الإسلامية الراديكالية في مصر
- موسوعة: ثورة الجنرال قصة جمال عبد الناصر كاملة
- موسوعة الأعمال الكاملة للشهيد الفلسطيني الدكتور فتحي الشقاقي مؤسس حركة الجهاد الإسلامي في فلسطين
- الإسلام وقضايا الصراع
- الدين والدولة والثورة في عهد جمال عبد الناصر
- وثائق حرب فلسطين عام 1948
- جنين ملحمة الدم والشهادة
- من التطبيع إلى المقاومة – اختراق العقل المصري
- قرآن وسيف: الإسلام السياسى في مائتى عام
- سيف السامية: قصتي مع أكذوبة الهولوكست
- رسائل جهيمان العتيبي قائد المقتحمين للمسجد الحرام بمكة
- من سرق المصحف: دراسات ورؤى عن العروبة والإسلام

يشرف على إصدار دوريات متخصصة هي: مجلة القلم، مجلة تراثيات، مجـلة المقاومة. وتصدر جميعها من القاهرة.